# 羅馬 (紐約州)
羅馬（Rome, New York）是美國紐約州奧奈達縣的一座城市，2000年人口34,950人。
地名來自於義大利的首都羅馬。